# Замок Лімаваді
Замок Лімаваді (англ. Limavady Castle, ірл. Léim an Mhadaidh) — замок Лейм ан Вадай, він же замок О'Кахан — один із замків Ірландії, розташований в графстві Деррі, Північна Ірландія. Замок століттями був оплотом ірландського клану О'Кахан. Нині замок є руїнами.
У 1542 році замок обложила англійська армія, яку очолив Джеймс Батлер — ІХ граф Ормонд, лорд-скарбник Ірландії. Їхнім союзником був клан МакКвіллан. Замок був взятий штурмом. Весь гарнізон загинув при штурмі, поранених і полонених вбили. З того часу замок стоїть пусткою і перетворився у повні руїни.
Це був лише один із замків ірландського клану О'Кахан. Клан будував замки для захисту своїх земель, замки були побудовані в живописних місцях і становили цілу систему оборони. Замок Лімаваді був головним замком у цій системі. Ще був замок на берегах Енах-Лох, замок Колерайн, замок Костелроу для захисту земель Банн. Згідно ірландської історичної традиції вождем клану О'Кахан був в свій час вождь на ймення Дермонт. Він мав 12 синів і для кожного він збудував окремий замок. Імення цих синів наступне: Куї (предок володарів замку Лімаваді), Дермонт, Турлу, Шейн, Браян, Дональд, Мурто, Донох, Найлл, Овен, Евенні, Патрік. Їхніми замками були замки: Бенбрадах, Лімаваді, Сватреа, Гленкін біля Гарваха, Фландер нижче Дуневена, замок Троянди біля Колерайн, замок Баллішескі біля Біх-хілл, Клондермотт, Кулнамінін, Тірголін, замок Троянди.
Клан О'Кахан виник як гілка клану Кенел н-Еогайн, що виник як відгалуження клану північних О'Нейллів. Клан виник в землі Лагган, що в нинішньому графстві Донегол і поширював свою владу на схід, витісняючи клани Ві Конхобайр. Клан О'Кахан запанував над землями Кінахт та Колерайн. Ці землі стали називати «Країною О'Кахан». Вожді клану О'Кахан здійснювали ритуал коронування вождів клану О'Нейлл та Кенел н-Еогайн.